# Codex Vigilanus
Codex Vigilanus eller Codex Albeldensis (Spansk: Códice Vigilano eller Albeldense) er en illustreret samling af forskellige historiske dokumenter fra antikken frem til det 10. århundrede i Spanien. Blandt de mange tekster er de kanoniske love fra koncilerne i Toledo, liber ludiciorum, nogle tidlige pavers dekreter og andre pavelige skrifter, historiske fortællinger (såsom Crónica Albeldense og en levnedbeskrivelse af Mohammed), forskellige andre dele af civilret og kanonisk ret samt en kalender.
Teksterne var samlet af tre munke i San Martin de Albelda klostret i La Rioja: Vigila, som håndskriftet blev opkaldt efter, og som var værkets illustrator, Serracino, hans ven, og García, hans elev. Den første samling blev færdiggjort i 881, men blev opdateret frem til 976. Det oprindelige manuskript findes i biblioteket på El Escorial (som Escorialensis d I 2). På det tidspunkt, hvor håndskriftet blev samlet var Albelda det kulturelle og intellektuelle centrum i kongeriget Pamplona. De illustrerede manuskripter hylder ikke kun de gamle gotiske konger, som havde reformeret lovgivningen — Chindasuinth, Reccesuinth, and Ergica — men også de fra samtiden, som værket var dedikeret til: kongerne af Navarra: Sancho 2. af Pamplona og hans dronning Urraca samt hans bror Ramiro Garcés, konge af Viguera.
Håndskriftet indeholder blandt anden nyttig information også den første omtale og gengivelse af arabertallene (undtagen nul) i Vesteuropa. De blev indført af araberne i Spanien omkring 900.
Illustrationerne er stilistisk enestående, idet de kombinerer visigotisk, mozarabisk og karolingiske elementer. De sammenflettede mønstre og draperi viser karolingisk og italiensk-byzantinsk påvirkning. Brugen af dyr som dekoration og til at støtte kolonner har også paralleller i samtidens Frankrig. Mere karolingisk og mindre byzantinsk indflydelse er tydelig i Codex Aemilianensis, en kopi af Vigilanus udført i San Millán de la Cogolla i 992 af en anden illustrator.